# Національний музей Равенни
Національний музей Равенни (італ. Museo nazionale di Ravenna) — державний музей з артефактами різних епох, головним чином, з історії Равенни. Розташований у будівлі колишнього бенедиктинського монастиря на Via San Vitale, поруч із базилікою Сан-Вітале. 
Відкритий 1804 року під назвою Museo Classense Municipale; сучасна назва з 1885. Основу колекцій музею склали церковне начиння та артефакти з равеннських монастирів, ліквідованих за часів «наполеонівської» секуляризації наприкінці XVIII і початку  XIX ст., в тому числі камальдулійського в Классі (нині передмістя Равенни) та францисканського монастирів і монастиря кларисинок. 
Містить збірки римських монет, пізньоантичного (V ст.) різьблення по слоновій кістці. Один зі знаменитих експонатів музею — дароносиця середини V ст. вирізьблена за популярним тоді сюжетом Traditio legis. 
Серед живопису епохи Середньовіччя велику цінність має цикл з 8 фресок виконаних П'єтро да Ріміні в 1320 — 40 рр.; фрески зняті з колишньої Равеннської церкви св. Клари. 
Серед іншого в Національному музеї зберігається також колекція тканин та живопису XVII — XVIII століть. Внутрішній двір музею прикрашений давньоримськими та ранньохристиянськими скульптурами: кам'яні хрести IV — V століть, саркофаги. 
Під час розкопок на території церкви св. Франциска, які проходили 1879 року, знайшли прикрашений золотом пізньоантичний мармуровий саркофаг. Золоте оздоблення саркофага було виставлене в музеї. Там само виставлявся так званий Панцир Теодориха, знайдений поблизу його мавзолею. Золото з базиліки та панцир були вкрадені. Сучасне місцеперебування цих унікальних артефактів невідоме.